# 1897年至1898年英格蘭足總盃
1897/98球季英格蘭足總盃（英語：FA Cup），是第27屆英格蘭足總盃，今屆賽事的冠軍是諾定咸森林，他們在決賽以3:1擊敗打比郡，奪得冠軍。本屆賽事繼續在水晶宮國家體育中心舉行。
森林首奪足總盃冠軍。

## 外部連結
1. 英格蘭足總盃官網Archive-It的存檔，存档日期2012-04-24
2. 英格蘭足總盃 歷屆冠軍（页面存档备份，存于）